# Pasternik (Libusza)
Pasternik – część wsi Libusza w Polsce, położona w województwie małopolskim, w powiecie gorlickim, w gminie Biecz. Wchodzi w skład sołectwa Libusza.
W latach 1975–1998 Pasternik położony był w województwie krośnieńskim.